# Macleania dodsonii
Macleania dodsonii är en ljungväxtart som beskrevs av J.L. Luteyn. Macleania dodsonii ingår i släktet Macleania och familjen ljungväxter. Inga underarter finns listade i Catalogue of Life.